# Элмор, Бартоу
Бартоу (Барт) Элмор (англ. Bartow (Bart) J. Elmore) — американский историк окружающей среды. Доктор философии (2012), адъюнкт-профессор Университета штата Огайо. Лауреат премии Дэна Дэвида (2022). Также отмечен премией J. Anthony Lukas Work-in-Progress Award (2020).

## Биография
Учился в Дартмутском колледже, получил там степень бакалавра истории в 2004 году. Степени магистра (2007) и доктора философии в области истории окружающей среды получил в Университете Вирджинии. Также специализировался на американской истории. Свою карьеру начал преподавая историю. Затем поступил в организацию «Новая Америка» (в 2017 году её именной фелло — Carnegie Fellow). Ныне адъюнкт-профессор Университета штата Огайо. Сотрудничал с The Washington Post, The Huffington Post и Salon.
Автор двух книг — «Citizen Coke: The Making of Coca-Cola Capitalism» (W. W. Norton, 2015) и «Seed Money: Monsanto’s Past and Our Food Future» (W. W. Norton, 2021). Первая книга, основой для которой стала его диссертация, удостоилась наград Gustave O. Arlt Award (2016) и Axiom Business Book Award (2015). Редактирует книжную серию «Histories of Capitalism and the Environment» (West Virginia University Press).

## Семья
Женат; имеются двое сыновей.